# Корнелювка-Кольонія
Корнелювка-Кольонія (пол. Kornelówka-Kolonia) — село в Польщі, у гміні Ситно Замойського повіту Люблінського воєводства.
У 1975-1998 роках село належало до Замойського воєводства.